# Planetella bambusae
Planetella bambusae är en tvåvingeart som först beskrevs av Ephraim Porter Felt 1932.  Planetella bambusae ingår i släktet Planetella och familjen gallmyggor. Inga underarter finns listade i Catalogue of Life.